# Fenton (Nottinghamshire)
Fenton – osada w Anglii, w hrabstwie Nottinghamshire. Leży 49 km na północny wschód od miasta Nottingham i 209 km na północ od Londynu.